# Мусай, Селам
Селам Мусай, или Селам Муса Салариа (алб. Selam Musai; село Салари, Османская империя (ныне округ Тепелена, область Гирокастра) — 12 июня 1920) — участник борьбы за независимость Албании, один из командующих албанскими войсками в ходе войны за Влёру. 12 июня 1920 года, в 22:00 по местному времени, рискуя своей жизнью, движимый стремлением спасти своих молодых товарищей и послужить примером храбрости для них с целью организации наступления, закрыл своим телом артиллерийское орудие. Президиумом Народного собрания государства посмертно удостоен звания Народного героя Албании.

## Биография
Родился в семье с глубокими патриотическими традициями. Образования не получил. Пять лет служил простым солдатом в османской армии на территории Йемена. В 1911 году принимал активное участие в борьбе против турок, в 1912 году — против сербов и греков, в ходе чего получил ранение, после окончания Первой мировой войны — вновь против греков. В 1920 году избран членом Национального комитета обороны.
Селам Мусай стал символом патриотизма и героизма. Пользуется большой популярностью по всей Албании.